# I2P
I2P (скор. від англ. «Invisible Internet Project», кириліз.: АйТуПі, досл. «Проєкт Невидимий Інтернет») — відкрите програмне забезпечення для створення самоорганізованої, надстійкої, анонімної та повністю зашифрованої оверлейної мережі P2P. I2P використовує модифікований Kademlia DHT , але відрізняється тим, що зберігає в собі хешування адрес вузлів мережі, IP-адреси, зашифровані AES, а також публічні ключі шифрування; з'єднання з базою даних мережі також шифруються. Адреси сайтів мережі I2P мають вигляд: «http://адреса_сайту.i2p».
I2P повністю фінансується за рахунок пожертвувань, і багато хто з розробників є анонімними.

## Огляд
I2P надає застосункам простий транспортний механізм для анонімного і захищеного пересилання повідомлень один одному. Хоча мережа I2P орієнтована суто на визначення шляху передачі пакетів, завдяки бібліотеці Streaming lib реалізована також і їх доставка у первісно заданій послідовності без помилок, втрат і дублювання, що дає можливість використовувати у мережі I2P відеоконференції, VoIP, інтернет-радіо, IP-телебачення та інші потокові протоколи і сервіси.
Мережа забезпечує перегляд вебсторінок, анонімний хостинг (створення анонімних сайтів, форумів і чатів, файлообмінних серверів тощо), роботу систем обміну миттєвими повідомленнями, ведення блогів, а також для файлообмін (зокрема й піринговий), електронну пошту, IP-телефонію та багато іншого.
Всередині мережі I2P працює власний каталог сайтів, електронні бібліотеки, а також BitTorrent-трекери. Крім того, існують мережеві шлюзи для доступу в мережу I2P безпосередньо з Інтернету створені спеціально для користувачів, які з різних причин не можуть встановити на комп'ютер I2P.

## Історія мережі I2P
Проєкт I2P був початий в 2003 році для підтримки всіх, хто бере участь у створенні вільнішого суспільства і зацікавлений у новому нецензурованому, анонімному і безпечному засобі спілкування та поширення інформації. I2P — це спроба створити захищену децентралізовану анонімну мережу з малим часом відгуку і властивостями автономності, відмовостійкості і масштабованості. Кінцевим завданням є здатність функціонувати в жорстких умовах, навіть під тиском організацій, що володіють значними фінансовими чи політичними ресурсами. Всі аспекти мережі доступні у вигляді початкового коду і безплатні. Це дозволяє користувачам переконатися, що програмне забезпечення робить саме те, що заявлено, і полегшує стороннім розробникам можливість удосконалювати захист мережі від наполегливих спроб обмежити вільне спілкування. Команда розробників I2P — це відкрита група, чиїм учасником може стати будь-хто, хто зацікавлений в проєкті.
Багато людей з команди розробників I2P раніше брали участь у проєктах Invisible IRC Project/Proxy і Freenet. Але, на відміну від останніх, I2P — є анонімним одноранговим оверлейним комунікаційним середовищем, в якому можуть працювати як будь-які звичайні мережеві протоколи і служби, такі як E-Mail, IRC, HTTP, Telnet, так і розподілені застосунки, подібні до баз даних, Squid і DNS.
Починаючи з версії 0.7.2 (випущеної в травні 2009 року) релізи програми вважаються стабільними. До травня 2009 року автори проєкту всіма силами утримували користувачів від активної реклами I2P мережі, вказуючи на можливу нестабільність і beta-статус розробки.
У 2009 році було випущено дев'ять оновлень, а трафік мережі збільшився в 5 разів. Восени 2011 року в мережі було помічено стрибкоподібне зростання кількості одночасних нод в мережі за добу з ~ 6500 до ~ 9500 і реєстрованих нових нод в мережі за добу з ~ 300 до ~ 600.
З травня 2012-го останньою гілкою вважається 0.9.x, та налічує 34 релізи (станом на квітень 2018).

## Структура мережі
I2P забезпечує прикладний рівень для сервісів, програм та управління мережею. Мережа також має власний унікальний DNS, що дозволяє самостійно розміщувати та дзеркалювати інтернет-контент, і має структуру, загалом схожу на структуру традиційного Інтернету, відрізняючись лише неможливістю цензури завдяки використанню механізмів шифрування і анонімізації. Тому для третіх осіб немає можливості дізнатися, які сайти відвідує користувач, яку інформацію він переглядає, що завантажує, яке його коло інтересів і знайомств тощо.
У I2P мережі немає ніяких центральних серверів і немає звичних DNS-серверів, також мережа абсолютно не залежить від зовнішніх DNS, що призводить до неможливості знищення, блокування та фільтрації мережі, яка буде існувати і функціонувати, поки на планеті залишаться хоча б два комп'ютери у мережі. Також відсутність DNS-серверів і використання DHT Kademlia — механізму розподілу імен у мережі I2P — дає можливість створення будь-яким користувачем мережі I2P свого сайту, проєкту, BitTorrent-трекера і т. д. без необхідності десь реєструватися, оплачувати будь-кому доменне ім'я або чекати чийогось дозволу. Кожна людина вільна абсолютно безкоштовно і вільно створювати будь-які сайти, при цьому дізнатися місцезнаходження сервера і людини практично неможливо.
Кожен новий учасник, що приймає вхідні підключення від інших маршрутизаторів, збільшує надійність, анонімність і швидкість всієї мережі в цілому.
Щоб потрапити у мережу I2P, потрібно всього лише встановити на своєму комп'ютері програму-маршрутизатор, яка буде розшифровувати/зашифровувати весь трафік і перенаправляти його у мережу I2P. Для роботи з .i2p сайтами необхідно заздалегідь налаштувати браузер. При зверненні до сайту або іншого ресурсу у звичайному (зовнішньому) інтернеті програма-маршрутизатор автоматично, подібно Tor, прокладає «тунель» до одного з зовнішніх шлюзів і дає можливість відвідувати і використовувати зовнішні інтернет-ресурси приховуючи свою IP-адресу. Також внутрішні сайти у мережі I2P доступні з зовнішнього інтернету через спеціальні шлюзи.
На перший погляд може здатися, що робота I2P маршрутизатора, через постійну необхідність зашифровувати вихідні і розшифровувати вхідні пакети та застосування великої кількості алгоритмів шифрування з довгими ключами, повинна негативно позначатися на навантаженні процесора і пам'яті комп'ютера, насправді навантаження ніяк не позначається навіть на малопотужних офісних комп'ютерах і обчислюється одиницями відсотків. Однак при великій кількості транзитних тунелів завантаження процесора Pentium 4 може досягати 70-80 відсотків (core i7-2600 ~ 400KBps=7-8 %).

## Шифрування у мережі I2P
Мережа спочатку була спроєктована з урахуванням припущення, що всі проміжні вузли є скомпрометованими або зловмисними (захоплені зловмисником і збирають інформацію, що через них проходить), тому для протидії було введено ряд активних заходів.
Весь трафік у мережі шифрується від відправника до одержувача. У сумі при пересиланні повідомлення використовується чотири рівні шифрування (наскрізне, часникове, тунельне, а також шифрування транспортного рівня), перед шифруванням у кожен мережевий пакет автоматично додається невелика випадкова кількість випадкових байтів, щоб ще більше знеособити передану інформацію і ускладнити спроби аналізу вмісту та блокування переданих мережних пакетів. Як адреси мережі використовуються криптографічні ідентифікатори, що являють собою відкриті криптографічні ключі, які не мають ніякого логічного зв'язку з реальним комп'ютером, тому визначити справжню адресу якогось вузла у мережі не можливо. Кожен мережевий застосунок на комп'ютері будує для себе окремі шифровані, анонімні тунелі. Тунелі у основному одностороннього типу (вихідний трафік йде через одні тунелі, а вхідний — через інші) — напрямок, довжину, а також який саме застосунок або служба створили ці тунелі, з'ясувати практично неможливо. Всі передані IP-пакети мають властивість розходитися декількома різними тунелями, що робить безглуздим спроби прослухати і проаналізувати за допомогою сніфферу потік даних, що проходить. Також відбувається періодична зміна (приблизно кожні 10 хвилин) вже створених тунелів на нові, з новими цифровими підписами та ключами шифрування, причому цифрові підписи та ключі шифрування у кожного тунелю свої.
З цих причин нема потреби турбуватися про шифрування свого трафіку. Або, якщо існує недовіра до шифрування програм, що мають закритий початковий код (як, наприклад, Skype). Також, наприклад, існують програми IP-телефонії (такі, як Ekiga), що не вміють шифрувати свій трафік і передають його у відкритому вигляді. У будь-якому випадку мережа I2P здійснить чотирьохрівневе шифрування всіх пакетів та убезпечить передачу/прийом всіх даних.
У мережі I2P всі пакети зашифровуються на стороні відправника та розшифровуються тільки на стороні одержувача, при цьому, на відміну від Tor, ніхто з проміжних учасників обміну не має можливості перехопити розшифровані дані і ніхто з учасників не знає, хто насправді відправник і хто одержувач, оскільки вузол, передає пакети, може бути відправником, а може бути таким же проміжним вузлом, а наступний вузол, якому потрібно цей пакет відправити, може бути одержувачем, а може бути теж таким же проміжним вузлом, дізнатися кінцеві точки відправника та одержувача проміжний вузол ніяк не може, так само як не може дізнатися, що сталося з тільки що переданим наступному вузлу пакетом — обробив той його, або передав кудись далі, з'ясувати не можна.
У I2P мережі використовуються (для різних рівнів і протоколів) наступні системи і методи шифрування і підпису:
1. 256 біт AES режим CBC з PKCS#5;
2. 2048 біт Схема Ель-Гамаля;
3. 2048 біт Алгоритм Діффі — Хеллмана;
4. 1024 біт DSA;
5. 256 біт HMAC — Алгоритм посилення криптостійкості інших криптоалгоритмів;
6. 256 біт хешування SHA256.

## iMule в мережі I2P

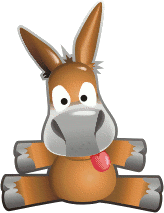

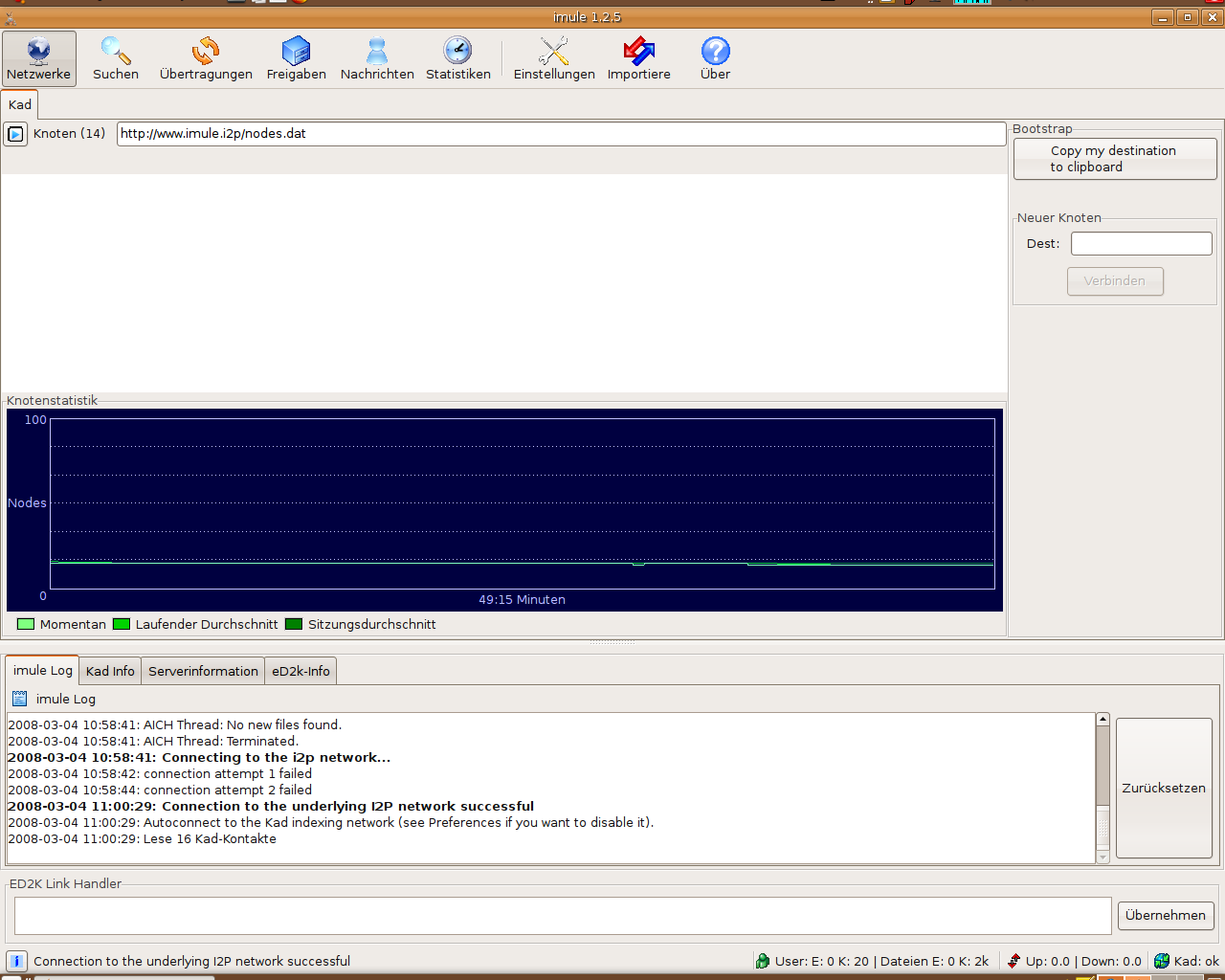
iMule

Спеціально для мережі I2P було створено анонімний, захищений клієнт на базі aMule під назвою iMule (невидимий мул) — який являє собою вільний клієнт для файлообмінної мережі, що використовує анонімні з'єднання за допомогою стійкої оверлейної мережі I2P і повністю децентралізованої мережі Kad.
На відміну від мережі EDonkey2000, яка використовується у «класичних» клієнтах eMule і aMule, які підключаються до серверів і розкривають всю ідентифікаційну інформацію — IP-адреси і т. п . — iMule викачує і віддає файли без розкриття своєї IP-адреси і якої-небудь ідентифікаційної інформації та весь вхідний і вихідний трафік піддається чотирьохрівневому шифруванню у мережі I2P.
Починаючи з версії 1.2.3, програма постачається з I2P-маршрутизатором і початковим кодом, тому для підключення до I2P-мережі не потрібне додаткове програмне забезпечення. Якщо ж користувач хоче використовувати інші можливості мережі I2P (наприклад, BitTorrent, Gnutella, анонімну електронну пошту, анонімні вебсайти тощо), він повинен встановити повний пакет I2P-маршрутизатора.
iMule, як і його попередник aMule, є кросплатформним і використовує бібліотеку wxWidgets. Наразі клієнт підтримує різні BSD-подібні операційні системи, Linux, MacOS, Microsoft Windows і Solaris.

## Основні застосунки, доступні для використання в мережі I2P
Нижче наведено список:
- Eepsite (http://localhost:7658) — захищені вебвузли, доступні тільки у мережі I2P через eepProxy[15][16].
- I2Psnark (http://localhost:7657/i2psnark) — BitTorrent-клієнт, що працює лише з мережею I2P[17].
- I2PTunnel (http://localhost:7657/i2ptunnel/index.jsp) — інтегрована в I2P програма, що дозволяє різним службам TCP/IP встановлювати зв'язок поверх I2P за допомогою тунелів.
- http://localhost:7657/tunnels.jsp - моніторинг тунелів.
- IRC (irc://127.0.0.1:6668/#i2p-help) — доступ на внутрішній IRC сервер.
- SusiDNS (http://localhost:7657/susidns/index.jsp) — DNS-клієнт.
- Susimail (http://localhost:7657/susimail/susimail) — безпечний поштовий клієнт, призначений для використання з поштовими серверами Postman[17].
- OpenSSH — програма для віддаленого адміністрування серверів або для надання облікових записів Shell користувачам серверів[17].